# Бурла
Бу̀рла (на италиански: burla шега, от където произлизат още термините бурлеска burlesca или бурлета burletta)хумористична, понякога грубо комична композиция или малка комична оперета, която в повечето случаи осмива определени черти от обществото или е пародия с т.нар. музикален фарс.
Бурлеска и бурлета са термини, които се срещат като наименования на инстриментални пиеси или част от циклични творби, които в основата си имат хумористичен характер, напр. в Партита а-moll за пиано от Й.С.Бах. В Англия термина бурлета започва да се използва през 18 век за творби които осмиват операта, но без да изпадат в пародийност. В България такива хумористични музикални творби са писали: П.Владигеров – бурлеска за цигулка и пиано, М.Големинов – бурлеска във Втори квартет, П.Хаджиев – за тромпет и пиано, Ал. Райчев – Ария и бурлеска за флейта и пиано и др.
Терминът бурлета се използва и за скерцо в инструменталната музика на Бела Барток, Макс Регер и др.